# Joshua Hochart
Pour les articles homonymes, voir Hochart.
Joshua Hochart, né le 25 août 1987 à Denain (Nord), est un homme politique français.
Membre du Rassemblement national, il est sénateur du Nord depuis 2023.

## Biographie
Joshua Hochart naît à Denain. Il grandit dans plusieurs quartiers de la ville : le faubourg Duchateau, la cité Werth, le centre-ville, la Bellevue et étudie au lycée Alfred-Kastler, où il obtient un baccalauréat sciences et technologies industrielles (STI). Il devient alors animateur de centre de loisirs à Denain et brancardier à l'hôpital.
Il exerce ensuite en tant que policier adjoint au sein de la direction départementale de la sécurité publique du Nord, qu'il quitte pour travailler comme formateur dans diverses structures et notamment à la protection civile où il est bénévole depuis ses 15 ans. C'est lors d'une assemblée générale de cette association fin 2018 qu'il rencontre Sébastien Chenu.
Celui-ci lui propose de figurer sur sa liste aux élections municipales de 2020. Joshua Hochart est ainsi élu conseiller municipal de Denain — où il préside le groupe d'élus d'opposition du Rassemblement national (RN) — ainsi que conseiller de la communauté d'agglomération de la Porte du Hainaut (CAPH).
En 2021, il dirige la campagne de Sébastien Chenu aux élections régionales. La liste réunit 23,8 % des suffrages, soit presque moitié moins que les 43,63 % du FN en 2015. Il se fait remarquer pour ses dépenses dans une enquête du journal Le Monde : salaire de 3 000 euros net, téléphone, voiture avec chauffeur et une prime de fin de contrat d'un peu plus de 3 000 euros, alors que son adjoint Jean-Philippe Tanguy est, lui, bénévole.  
Soutenu par Sébastien Chenu, il se présente aux élections départementales de 2021 dans le canton de Denain, lors desquelles il échoue. Il est ensuite nommé secrétaire général du groupe RN au conseil régional des Hauts-de-France.
Joshua Hochart est élu sénateur du Nord le 24 septembre 2023,.

## Pour approfondir